# グレイス・ジョーンズ
グレイス・ジョーンズ（Grace Jones、1948年5月19日 - ）は、ジャマイカ系アメリカ人の歌手、モデル、女優。
1970年代初頭からブラック・ニュー・ウェイブの代表的モデルとして活躍し、アンディ・ウォーホールのミューズとなった。
身長はヒールをはいて6フィート、体重は118ポンド、バストは32インチ、ウエストは23インチ、ヒップは35インチ（1982年12月4日、2度目の来日時の記者会見での質問に対する本人の応答）。

## 来歴
聖職者の父と政治家の母の間に生まれ育つ。1965年にジャマイカからニューヨークへ移住し、シラキューズにあるオノンダガ・コミュニティ・カレッジで演劇を専攻した。その後、179cmの長身を生かしファッション・モデルとして活躍。NYのクラブ「Studio54」にてアンディ・ウォーホルと交流を深め、作品のミューズになった。
1976年、三宅一生ファッションショー「三宅一生と12人の黒い女たち」（渋谷西武劇場）参加のため、初来日。
1976年にレコードデビューし、1977年にアイランド・レコードと契約。同レーベルとの契約の間、ダンスクラブでのヒットと同性愛者コミュニティでの支持を得た。
1980年にリリースしたシングル「Private Life」は、スライ&ロビーらジャマイカのアーティストが参加したレゲエの楽曲で、全英シングルチャート17位を記録した。
1981年にリリースされたアルバム『ナイトクラビング』は、『NME』誌のアルバム・オブ・ザ・イヤーに選出されている。同年に発表したシングル「Pull Up To The Bumper」は、アメリカのホット・ダンス・クラブ・プレイ・チャートで7週連続2位、R&Bチャートで最高5位を記録。
1985年にイギリスでもリリースされた「Pull Up To The Bumper」は、全英シングルチャート12位を記録するヒットとなった。また、同年にリリースしたシングル「Slave To The Rhythm」も12位を記録した。
アルバムジャケットの多くをジャン＝ポール・グードが手掛けている。

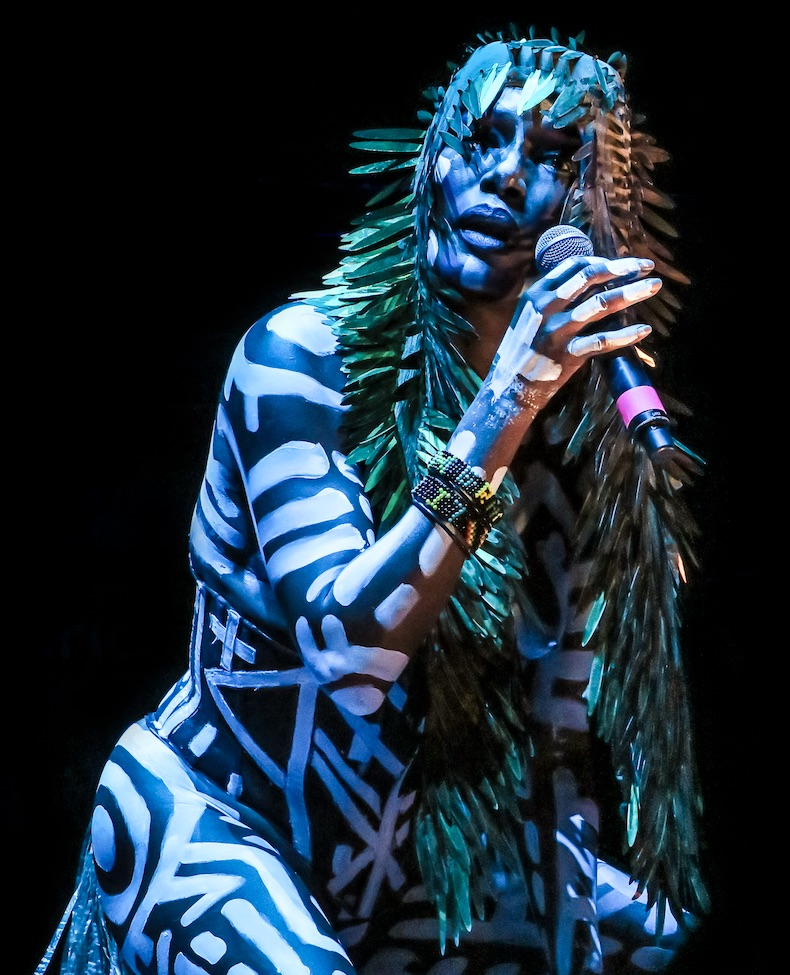
2016年

2008年には、マッシヴ・アタックがキュレーターを務めたメルトダウン・フェスティバルに招かれステージに立った。
モデル業、歌手業と並行し、アーノルド・シュワルツェネッガーの映画『キング・オブ・デストロイヤー/コナンPART2』や、ロジャー・ムーア、クリストファー・ウォーケンらと共演した『007/美しき獲物たち』に出演するなど女優としても活躍している。

## ディスコグラフィ

### スタジオ・アルバム
- 『ポートフォリオ』 - Portfolio（1977年）
- 『暗黒の女王』 - Fame（1978年）
- Muse（1979年）
- 『ウォーム・レザーレット』 - Warm Leatherette（1980年）
- 『ナイトクラビング』 - Nightclubbing（1981年）
- 『リヴィング・マイ・ライフ』 - Living My Life（1982年）
- 『スレイヴ・トゥ・ザ・リズム』 - Slave to the Rhythm（1985年）
- 『インサイド・ストーリー』 - Inside Story（1986年）
- 『バレットプルーフ・ハート』 - Bulletproof Heart（1989年）
- Hurricane（2008年）

### コンピレーション・アルバム
- 『ベスト・オブ・グレース・ジョーンズ〜ラ・ヴィ・アン・ローズ』 - Island Life（1985年）
- The Ultimate（1993年）
- 『ザ・コンパス・ポイント・セッションズ』 - Private Life: The Compass Point Sessions（1998年）
- 20th Century Masters – The Millennium Collection: The Best of Grace Jones（2003年）
- The Universal Masters Collection（2003年）
- The Collection（2004年）
- The Grace Jones Story（2006年）
- The Ultimate Collection（2006年）
- Icon（2013年）
- Disco（2015年）

## フィルモグラフィ
| 公開年 | 邦題 原題                                                                                  | 役名                      | 備考       |
| ------ | ------------------------------------------------------------------------------------------ | ------------------------- | ---------- |
| 1973   | ゴードンの戦い Gordon's War                                                                | メアリー                  |            |
| 1981   | 情婦（おんな）たちの挽歌 Deadly Vengeance                                                  |                           |            |
| 1984   | キング・オブ・デストロイヤー/コナンPART2 Conan the Destroyer                               | ズーラ                    |            |
| 1985   | 007/美しき獲物たち A View To A KIll                                                        | メイデイ                  |            |
| 1986   | ヴァンプ VAMP                                                                              | カトリーナ                |            |
| 1987   | ストレート・トゥ・ヘル Straight to Hell                                                    | ソーニャ                  |            |
| 1987   | シェスタ Siesta                                                                            | コンチータ                |            |
| 1992   | ブーメラン Boomerang                                                                       | ストレンジ                |            |
| 1995   | パシフィカ Cyber Bandits                                                                   | マサコ・ヨコハマ          |            |
| 1998   | トレジャー・ミッション/破壊島 McCinsey's Island                                            | アランソ・リクター        |            |
| 2001   | ズールー大戦争 Shaka Zulu: The Citadel                                                     | 女王                      | テレビ映画 |
| 2001   | ザ・ウルフ Wolf Girl                                                                       | クリストフ/クリスティーン | テレビ映画 |
| 2008   | ROCK ME AMADEUS ~ファルコ 運命に翻弄されたスーパースター Falco - Verdammt, wir leben noch! | ケルネリン                |            |

## CM

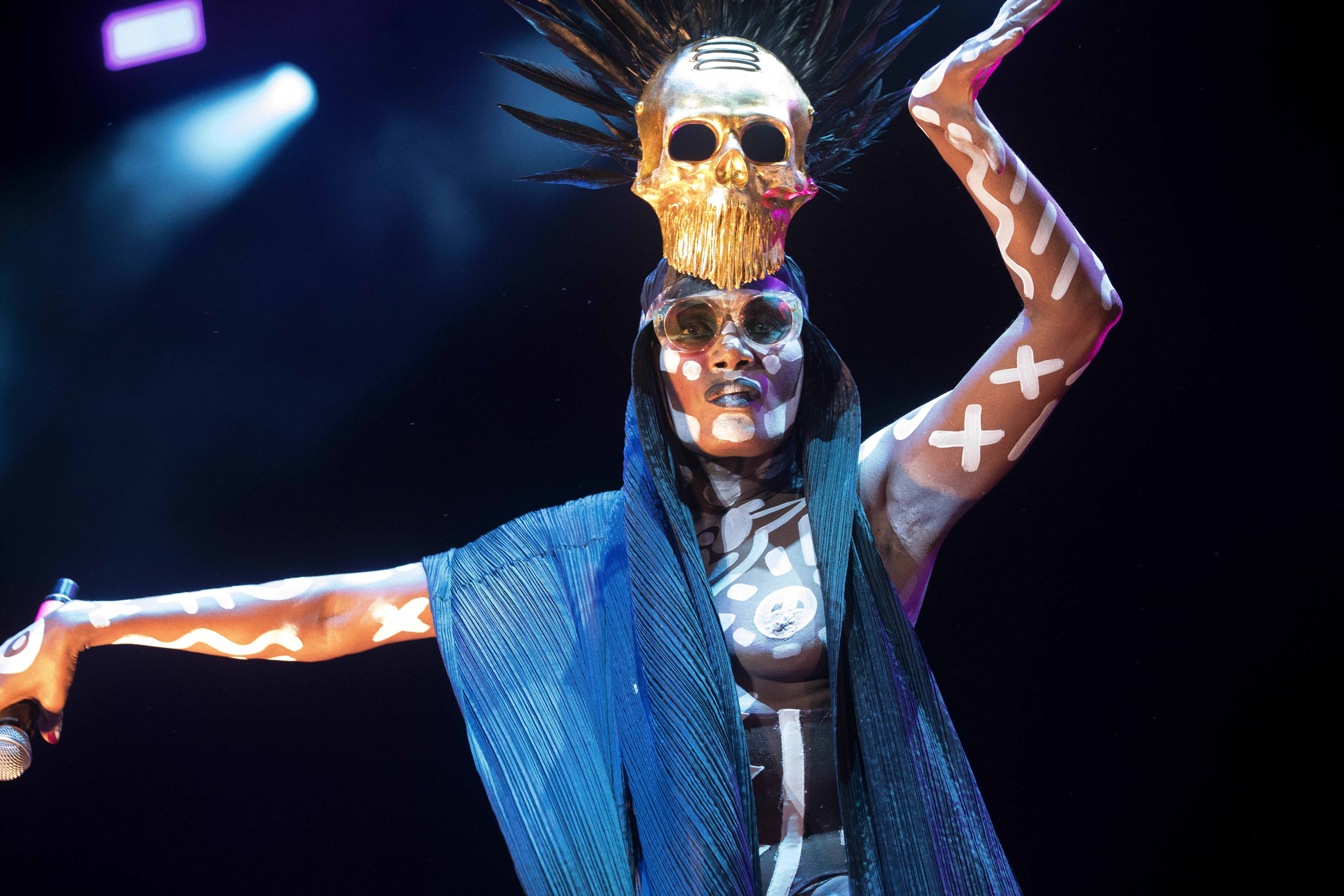
2018年

- トヨタ セリカXX（1983年）
- セイコー 「ハイブリッド」